# Державний кордон Кабо-Верде

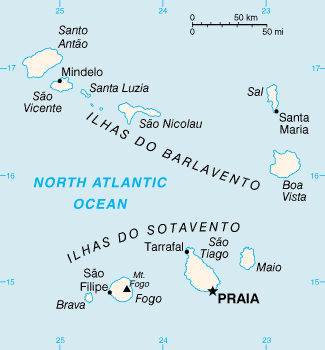
Карта Кабо-Верде

Державний кордон Кабо-Верде — державний кордон, лінія на поверхні Землі та вертикальна поверхня, що проходить по цій лінії, що визначають межі державного суверенітету Кабо-Верде над власними територією, водами, природними ресурсами в них і повітряним простором над ними. Кабо-Верде — острівна країна, що займає архіпелаг островів Зеленого мису в Атлантичному океані на захід від узбережжя Африки. Вона не має сухопутного кордону з жодною державою; анклавів на власній території, чи ексклавів на іншій не існує.

## Морські кордони
Кабо-Верде омивається водами Атлантичного океану. Загальна довжина морського узбережжя 965 км. Згідно з Конвенцією Організації Об'єднаних Націй з морського права (UNCLOS) 1982 року, протяжність територіальних вод країни встановлено в 12 морських миль (22,2 км) від прямих ліній архіпелажних вод. Прилегла зона, що примикає до територіальних вод, в якій держава може здійснювати контроль, необхідний для запобігання порушенням митних, фіскальних, імміграційних або санітарних законів, простягається на 24 морські милі(44,4 км) від узбережжя (стаття 33). Виключна економічна зона встановлена на відстань 200 морських миль (370,4 км) від узбережжя. На сході вона обмежена ВЕЗ-ами Мавританії, Сенегалу та Гамбії.

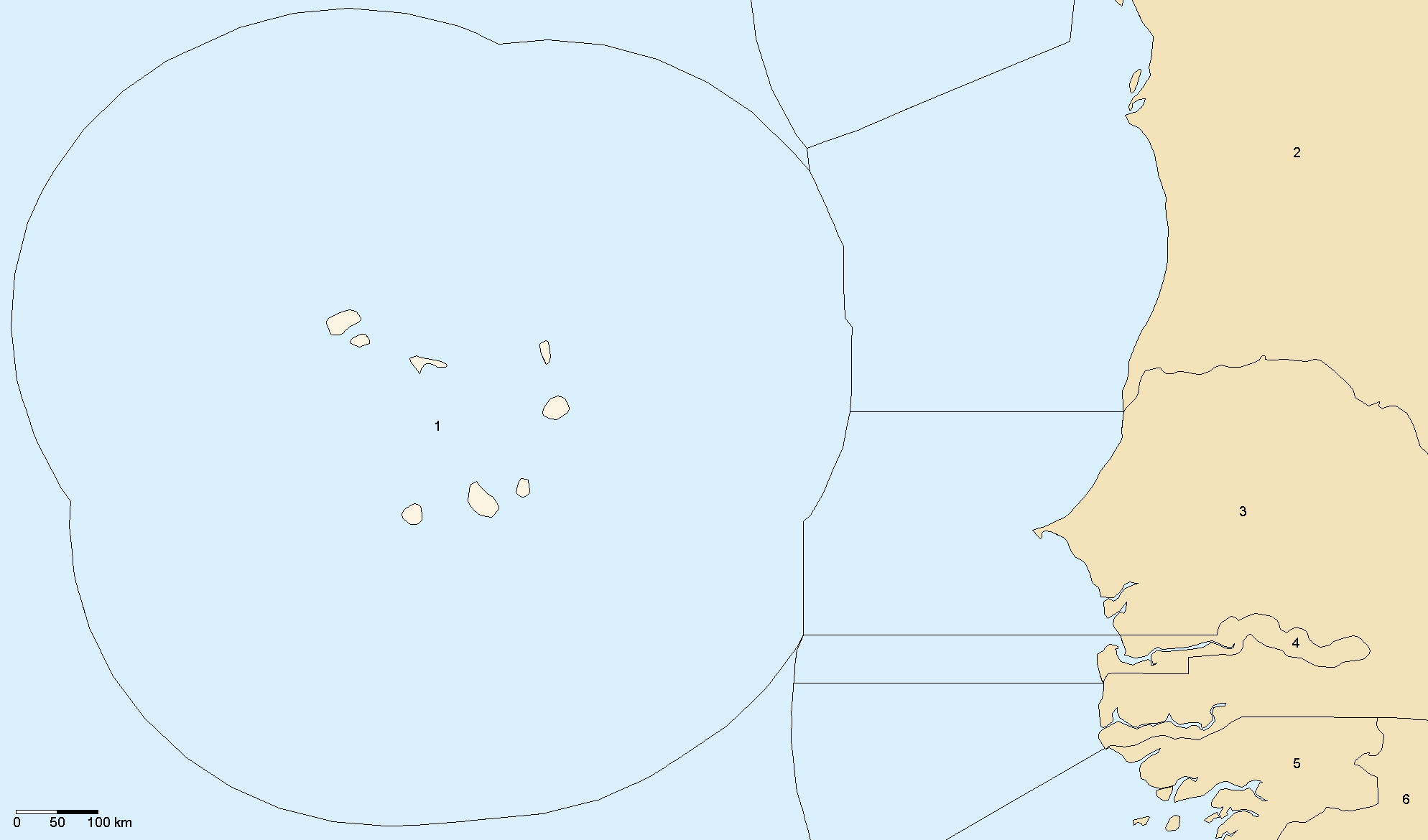
Межі виключної економічної зони Кабо-Верде й сусідніх держав